# Mariángel Ruiz
Mariángel Ruiz Torrealba (San Juan de los Morros, Guárico, 7 de enero de 1980) es una reina de belleza, presentadora de televisión, modelo, actriz y azafata venezolana, ganadora del Miss Venezuela en 2002 y primera finalista en el Miss Universo 2003. En 2011, interpretó el personaje de Inmaculada Rojas de Von Parker en la telenovela La viuda joven.

## Biografía
Nació en San Juan De Los Morros, estado Guárico el 7 de enero de 1980, hija de Nidia Torrealba y Ernesto Luis Ruiz. Sus primeros años transcurrieron en Tucupido, Guárico, población del llano venezolano que vio nacer a sus padres, también conocida como El Granero del Guárico. Ahí cursó el primer nivel de preescolar, en el Grupo Escolar "Narciso López Camacho". En la ciudad de Valencia en el preescolar de la Fundación del Niño "María Moñitos" aprueba el 2.º Nivel, y es en la ciudad de Valle de la Pascua en "La Casa del Maestro", donde cursa el 3.er Nivel y culmina su educación preescolar.
A la edad de 6 años, se residenció definitivamente en Maracay, Estado Aragua, donde inició y culminó sus estudios de educación primaria en la Escuela  "Aragua". Posteriormente ingresó a la Escuela Básica "La Fundación", Maracay, donde estudió la educación básica. Luego obtuvo el título de Bachiller en Ciencias en el Liceo "José María Vargas". A los 8 años de edad, recibió clases de Ballet Clásico en la Escuela de Ballet del Teatro de la Ópera de Maracay.
Cumplidos los 14 años, comenzó estudios de modelaje en la Academia "D’Bel Giralt", con la señora Belkis López de Giralt, donde obtuvo el título de Modelo Profesional. Formó parte del personal de modelos de "Rettos International Model Agency", de José Luis Itriago. Participó en desfiles de diseñadores como Octavio Vásquez, Justo Gómez, Margarita Zingg, Carolina Morales, Raenrra, Nabis Vielman y Franco Montoro, además de la Asociación de Diseñadores del Estado Aragua, El Centro de Diseño Maracay y Brimen (Valencia).

### Miss Venezuela
En 1998, participó en el concurso Reina de Ferias de Maracay. No figuró. Sólo obtuvo la banda de Miss Fotogénica. Realizó su primer intento de ingresar al Miss Venezuela, en concurrido casting celebrado en el hotel Eurobuilding, Caracas. No clasificó. Ese mismo año, a los 18 años de edad, realizó cursos de aeromoza y se desempeñó en esta actividad en la línea aérea Servivensa (AVENSA). En el 2000, se dedicó a cursar la carrera de Economía en la UNERG, en San Juan de los Morros.
En 2002, ganó el casting preliminar en Maracay, Aragua para competir en Miss Venezuela, donde resultó ganadora en la edición 2002, a pesar de haber figurado entre las favoritas de los expertos.
En mayo de 2003, después de afrontar problemas y obstáculos debido a la crisis política y económica que sufría Venezuela, se confirma la participación de Ruiz en el Miss Universo 2003, donde queda electa como primera finalista.

#### Controversia por su participación en el Miss Universo 2003
Después de ser coronada Miss Venezuela, Ruiz tuvo que enfrentar varios obstáculos antes de poder representar a su país natal en el Miss Universo. En primer lugar, ganó la desaprobación de Osmel Sousa, el cual la consideraba "rebelde", al mismo tiempo que accedió a entrenar a Amelia Vega, Miss República Dominicana, durante una semana en Caracas.
El 16 de mayo de 2023, la Organización Miss Venezuela alegó que no tenía suficientes divisas para enviar a Ruiz, esto debido a que el gobierno del presidente Hugo Chávez fijó un tasa de cambio en febrero del mismo año, lo que a su vez implicó que el Banco Central de Venezuela (BCV) centralizará el intercambio de divisas, hecho que dificulto el  pagó la franquicia de Miss Universo y el permiso de poder enviar a la delegada. Pocos días después, tras disputas y una intervención de la presidenta de Panamá, Mireya Moscoso, la Organización Cisneros pudo pagar los fondos del viaje, aunque esto causó que Ruiz llegará casi en la fecha límite para registrarse. 
Su desempeño reunió una serie de comentarios mixtos, en donde algunos críticos creían que ella podría ser la primera Miss Venezuela que, en dos décadas de clasificaciones consecutivas, quedara fuera de las semifinales (lo que ocurriría al año siguiente) y otros opinaban que debido a sus controversias podría obtener la corona.
En la noche final de Miss Universo 2003, cuando apareció en escena, los presentadores del concurso anunciaron el país equivocado al que ella representaba, pues el orden de las concursantes fue desordenado tras bastidores para el desfile en traje de baño y Mariángel salió cuando le tocaba el turno a Cindy Nell de Sudáfrica. La animadora Daisy Fuentes llamó entonces a Sudáfrica en dos ocasiones, lo que fue un hecho confuso, debido a la expresión, de Mariángel. Durante la presentación en traje de gala, Mariángel rompió dos convenciones, lo primera fue llevar el pelo liso y poco maquillaje, contra las sugerencias de Osmel; en segundo lugar, usó un vestido carmesí ajustado de Ángel Sánchez, convirtiéndose en la primera Miss Venezuela en una década que no usó un vestido blanco, metálico o luminoso. Al final del certamen, seria República Dominicana, Amelia Vega, la ganadora de la noche.

### Carrera televisiva
Sus estudios de economía en la Universidad Nacional Experimental Rómulo Gallegos en San Juan de los Morros, estado Guárico, se paralizaron por los compromisos del medio, entre los cuales estuvo personificar a "Alegría" en la telenovela Cosita Rica, transmitida por Venevisión, escrita por Leonardo Padrón y protagonizada por Fabiola Colmenares y Rafael Novoa.
Posteriormente, fue una de las conductoras del programa matutino Portada's, ocupación a la cual renunció para irse con su hija y su exesposo, el pelotero Antonio "El Potro" Álvarez, a Japón. Poco tiempo después, regresa a Venezuela vuelve a Venevision y continúa con Portada's . 
En noviembre de 2010, deja definitivamente Portada's para volver a la actuación, convirtiéndose en la nueva protagonista de Venevisión con la historia dramática del escritor Venezolano Martín Hahn llamada La Viuda Joven junto a Luis Gerónimo Abreu, estrenada el 9 de marzo de 2011, y cuya transmisión finalizó el 7 de septiembre del mismo año.
En 2012 se convirtió en la animadora oficial del certamen de belleza Miss Venezuela, y sus actividades relacionadas, como el concurso La Magia de ser Miss, hasta 2017. Durante los siguientes años se dedicaría como motivadora y actriz de teatro, y animadora de eventos especiales. En 2024 se integra al reality show de Hispanomedios, Malas mujeres.

## Vida personal
En diciembre de 2005, Mariángel declaró que se casaría con el beisbolista profesional; Antonio "El Potro" Álvarez, el 28 de enero de 2006. El 11 de agosto de ese año, nació su hija Mariángel Victoria. En 2008, se divorciaron.
En 2015, se casó con el entonces alcalde del Municipio Sucre en Miranda; Carlos Ocariz, cuyo matrimonio duraría hasta 2021. En julio de 2022, confirmó su relación y boda con el actor venezolano, Carlos Felipe Álvarez. En 2023, se separaron. En 2024, inició una relación con el músico cueño Irvin Peña (1984). 

## Filmografía

### Televisión
| Año             | Título                     | Personaje/Rol                                 | Notas                                     |
| --------------- | -------------------------- | --------------------------------------------- | ----------------------------------------- |
| 2004            | Qué Locura                 | Ella misma                                    | Animadora                                 |
| 2003-2004       | Cosita rica                | Alegría Méndez                                |                                           |
| 2004-2005, 2019 | Miss Venezuela             | Ella misma                                    | Jurado                                    |
| 2005            | Bailando con las estrellas | Ella misma                                    | Concursante: Temporada 1                  |
| 2005-2010       | Portada's                  | Ella misma                                    | Animadora                                 |
| 2009            | La vida entera             | Valentina Mata                                | Invitada especial                         |
| 2009-2013       | Kino Táchira               | Ella misma                                    | Presentadora                              |
| 2006            | Mr Venezuela               | Ella misma                                    | Presentadora                              |
| 2011            | La viuda joven             | Inmaculada Rojas, Baronesa Vda. de Von Parker | Protagonista                              |
| 2011            | Chica HTV                  | Ella misma                                    | Presentadora para Latinoamérica           |
| 2011            | Premios Grammy Latinos     | Ella misma                                    | Conductora para Venezuela                 |
| 2011-2017       | Miss Venezuela             | Ella misma                                    | Presentadora                              |
| 2014            | Corazón esmeralda          | Marina Lozano / María Victoria Jiménez        | Invitada especial                         |
| 2014            | Super Sábado Sensacional   | Ella misma                                    | Presentadora, junto a Leonardo Villalobos |
| 2014-2015       | La Magia de ser Miss       | Ella misma                                    | Presentadora; Temporada 1                 |
| 2017-2018       | Cartas del corazón         | Ella misma                                    | Conductora; Temporada 2–3                 |
| 2021            | Revista Mariángel          | Ella misma                                    | Conductora en segmento de Portada's       |
| 2023            | Dramáticas                 | Ella misma                                    | Participación Especial                    |
| Por definirse   | Malas Mujeres              | Ella misma                                    | Reparto principal                         |

## Teatro
- Mujeres De Par En Par (2009)
- A 2.50 La Cuba Libre (2011)
- 5 Mujeres con el mismo vestido  (2013)

## Comerciales
- Calzados Lucchi (2002)
- Atún Margarita (2003)
- Mayonesa Kraft (2003)
- Lady Speed Stick (2004)
- Pantene (2005)
- Kino Táchira (2009/2013)
- Arroz Santoni (2013)
- Aires Acondicionados Honeywell
- Tintes para cabellos Mystic